# Rozumowanie
Rozumowanie – proces myślowy polegający na uznaniu za prawdziwe danego przekonania lub zdania na mocy innego przekonania lub zdania uznanego za prawdziwe już uprzednio. 
W znaczeniu potocznym rozumowanie poprawne to rozumowanie wymagające zastosowania reguł logiki, oraz uznanych za prawdziwe aksjomatów - np.: praw nauki (zobacz też paranauka), systemów prawnych, dogmatów religijnych, regulaminów, zasad kulturowych, obyczaju, tradycji, czy autorytetu.
Prócz rozumowań w dziejach filozofii wyróżniano także inne sposoby, za pomocą których ludzie uznają za prawdziwe jakieś przekonania - np. spontaniczne powstawanie przekonań, wpajanie przekonań na drodze wychowania, intuicja, przekonania wrodzone i przekraczające doświadczenie. Jednak to właśnie rozumowania są drogą powstawania przekonań szczególnie istotną z punktu widzenia logiki, tj. taką, której poprawność można sprawdzać. Najczęściej dzieli się rozumowania na dedukcyjne (takie, w których wniosek wynika logicznie z przesłanek) i indukcyjne, czyli takie, gdzie wnioski są uogólnieniem przesłanek. Jan Łukasiewicz wskazał, że bardziej zasadne jest rozróżnianie rozumowań na dedukcyjne i redukcyjne. W rozumowaniu redukcyjnym dane jest następstwo, a poszukiwana jest jego racja. Indukcja jest traktowana jako specjalny przypadek redukcji. Rozumowania dedukcyjne są niezawodne, natomiast redukcyjne zawodne. Poza tymi głównymi typami rozumowań jest jeszcze jednak wiele innych, jak rozumowane przez analogię i wnioskowanie statystyczne. 
Tadeusz Kotarbiński zwraca uwagę na fakt, że można wyróżnić przynajmniej trzy znaczenia polskiego słowa "rozumowanie", z których istotne dla logiki jest tylko znaczenie ostatnie. W pierwszym znaczeniu rozumowanie to każda praca umysłowa, czynności umysłu w opozycji do pracy fizycznej. W drugim znaczeniu, ujawniającym się w sporze racjonalizmu epistemologicznego z empiryzmem, rozumowanie to wszystkie czynności umysłowe z wyłączeniem obserwacji i doświadczenia. Rozumowanie jako pojęcie istotne dla logiki Kotarbiński definiuje jako przechodzenie od jednych sądów (racji, przesłanek w szerokim rozumieniu tego słowa) do innych (następstw, wniosków w szerokim rozumieniu tego słowa); logika zainteresowana jest formami rozumowania, nie zaś jego treścią.

## Wybrane klasyfikacje rozumowań
Ogólna klasyfikacja rozumowań stanowi przedmiot zainteresowania przede wszystkim polskiego piśmiennictwa filozoficznego - w filozofii obcojęzycznej nie występują też dokładne odpowiedniki terminów używanych w klasyfikacjach polskich. Niniejszy artykuł przedstawia trzy najszerzej znane polskie klasyfikacje rozumowań - Jana Łukasiewicza, Tadeusza Czeżowskiego i Kazimierza Ajdukiewicza.
Jan Łukasiewicz definiował rozumowanie jako "taką czynność umysłu, która na podstawie zdań danych, będących punktem wyjścia rozumowania, szuka zdań innych, będących celem rozumowania, a połączonych z poprzednimi stosunkiem wynikania". Rozumowanie jest więc poszukiwaniem dla danego zdania następstwa lub racji - ze względu na to, czy szuka się racji czy następstwa, rozumowania można podzielić na:
- rozumowania dedukcyjne - takie, w których dana jest racja, a kierunek rozumowania jest zgodny z kierunkiem wynikania. Rozumowania dedukcyjne dzielą się na:
  - wnioskowania - takie rozumowania dedukcyjne, w których dana racja jest zdaniem pewnym. Np. "(1) Jeżeli jest dziś piątek, to jesteśmy w Paryżu. (2) Jest dziś piątek. (3) A więc jesteśmy w Paryżu" (modus ponens). Przesłanki zdania (3) stanowiącego następstwo, tj. zdania (1) i (2), są jego racją.
  - sprawdzanie - takie rozumowania dedukcyjne, w których dana racja nie jest zdaniem pewnym, ale pewne jest jej następstwo. Np. gdy chce się sprawdzić, czy ktoś przeczytał Boską komedię, zadaje mu się szereg pytań o treść tego dzieła. Jeśli ktoś czytał książkę, zna jej treść, mógł ją jednak poznać w jakiś inny sposób (np. przeczytać streszczenie). Zdaniem sprawdzanym (racją rozumowania sprawdzającego) jest więc tu zdanie "pytana osoba czytała Boską komedię", następstwem zdanie "pytana osoba zna treść Boskiej komedii".
- rozumowania redukcyjne - takie, w których dane jest następstwo, a kierunek rozumowania jest przeciwny do kierunku wynikania, czyli poszukuje się racji. Rozumowania redukcyjne dzielą się na:
  - tłumaczenie - dobieranie racji dla zdania pewnego. Szczególnym typem tłumaczenia jest indukcja niezupełna. Tłumaczeniem jest np. rozumowanie, w którym chcąc znaleźć odpowiedź na pytanie, "czemu zrobiło się ciemno?" odpowiadamy, że "przepaliły się korki".
  - dowodzenie - dobieranie racji pewnej do zdania niepewnego.

Jedną z głównych wad klasyfikacji Łukasiewicza jest to, że wbrew ogólnie przyjętym rozumieniom terminów "dedukcja" i "redukcja" zalicza ona dowodzenie do rozumowań redukcyjnych, sprawdzanie zaś do dedukcyjnych.
Klasyfikacja rozumowań Tadeusza Czeżowskiego jest rozwinięciem klasyfikacji Łukasiewicza. Czeżowski bowiem tak samo jak Łukasiewicz pojmuje rozumowanie – jako poszukiwane racji dla następstw i następstw dla racji. Podobnie jak Łukasiewicz za główne typy rozumowań uznaje rozumowania redukcyjne i dedukcyjne
- rozumowania dedukcyjne to takie rozumowania, w których na mocy uznanych już racji uznaje się następstwa.
- rozumowania redukcyjne to takie rozumowania, w których dla uznanego już następstwa uznaje się racje.

Czeżowski przedstawia jednak odmienny podział rozumowań redukcyjnych i dedukcyjnych na podtypy. Wszystkie rozumowania redukcyjne i dedukcyjne Czeżowski dzieli na progresywne lub regresywne i odkrywcze lub uzasadniające.
- rozumowanie progresywne to takie rozumowanie, w którym dana jest racja, a poszukiwane jest następstwo.
- rozumowanie regresywne to takie rozumowanie, w którym dane jest następstwo, a poszukiwana jest racja.
- rozumowanie odkrywcze to takie rozumowanie, w którym zdanie dane jest uznane, a zdanie poszukiwane jeszcze nie uznane.
- rozumowanie uzasadniające to takie rozumowanie, w którym zdanie dane nie jest jeszcze uznane, a poszukuje się zdania już uznanego.

Stosownie do tych trzech podziałów (dedukcyjne-redukcyjne, progresywne-regresywne, odkrywcze-uzasadniające) można scharakteryzować główne typy rozumowań:
- wnioskowanie to rozumowanie dedukcyjne, progresywne i odkrywcze.
- dowodzenie to rozumowanie dedukcyjne, regresywne i uzasadniające.
- sprawdzanie to rozumowanie redukcyjne, progresywne i uzasadniające.
- wyjaśnianie (tłumaczenie) to rozumowanie redukcyjne, regresywne i odkrywcze. Czeżowski uznaje indukcję enumeracyjną niezupełną za odmianę wyjaśniania - wyjaśnianie uogólniające.

W pracy Klasyfikacja rozumowań Kazimierz Ajdukiewicz skrytykował klasyfikację rozumowań Łukasiewicza i Czeżowskiego uznając ją za zbyt wąską i przedstawił własną. Klasyfikacja Ajdukiewicza opiera się na dwóch podziałach. Pierwszym jest podział sposobów wyprowadzania konsekwencji (wnioskowań): Ajdukiewicz wyróżnia tu wnioskowania dedukcyjne, wnioskowania uprawdopodobniające i wnioskowania logicznie bezwartościowe. Drugi podział jest bardzo złożony i opiera się na zagadnieniach opisywanych przez logikę pytań Ajdukiewicza. Opierając się na tych dwóch podziałach w swojej klasyfikacji Ajdukiewicz prócz typów rozumowań wyróżnionych przez Łukasiewicza i Czeżowskiego wyróżnił także wiele innych, np. wnioskowania statystyczne czy rozwiązywanie równań. Ogólną motywacją klasyfikacji rozumowań Ajdukiewicza jest chęć objęcia wszystkich typów rozumowań występujących w praktyce naukowej.
W psychologii wyróżnia się natomiast rozumowanie intuicyjne, inaczej doświadczeniowe, oraz rozumowanie racjonalne, inaczej rozważne. Podział ten uzasadniony jest jednak nie jakąś koncepcją racjonalności, o jakim jest mowa poniżej, lecz samym sposobem - świadomym versus nieświadomym - w jaki faktycznie myślą ludzie.

## Ocena poprawności rozumowań
Zazwyczaj uznaje się, że przekonania mogą być racjonalne lub nieracjonalne. Wyróżniono wiele kryteriów racjonalności przekonań - do ważniejszych należy odwołanie się do autorytetu, zgodność z relacjami zmysłów, wewnętrzna niesprzeczność przekonania, brak danych przeciwstawnych do uznanych w przekonaniu itp. Szczególnie istotną metodą oceny racjonalności przekonań jest jednak ocena sposobu, za pomocą którego dane przekonanie powstało - racjonalne są przekonania które powstały na drodze rozumowania, o ile było to rozumowanie poprawne. Kryteria poprawności rozumowań stanowią jeden z głównych przedmiotów badań logiki.
Logika ocenia wyłącznie racjonalność przekonań zwerbalizowanych - pierwszym i koniecznym kryterium oceny tego, czy rozumowanie jest racjonalne, jest więc jego werbalizacja. Zwerbalizowane ciągi rozumowań składają się na argumentacje, tj. złożone wypowiedzi mające na celu nakłonienie kogoś do przyjęcia jakiegoś przekonania. O sile argumentacji stanowi nie tylko poprawność rozumowania - innymi niż poprawność rozumowania czynnikami stanowiącymi o sile argumentacji zajmuje się nie logika, a retoryka (opisowa). Nie jest przy tym tak, że w praktyce retorycznej i argumentacji retorycznej nie wzbudza się przekonań za pomocą rozumowań - przeciwnie, rozumowania poprawne są podstawą argumentacji retorycznej, a erystyka, czyli wzbudzanie przekonań za pomocą rozumowań celowo błędnych nie jest częścią sztuki retorycznej.
By wyodrębnić w argumentacji czynniki stanowiące o poprawności rozumowania od czynników retorycznych i ekspresywnych należy przeprowadzić analizę argumentacji, w której wyodrębnia się składniki logiczne mające wartość uzasadniającą, przede wszystkim racje (przesłanki) i następstwa (konkluzje, wnioski) rozumowań. W analizie takiej powinna ujawnić się struktura logiczna wypowiedzi.
Po dokonaniu analizy logicznej argumentacji by ocenić poprawność rozumowania należy przede wszystkim ocenić poprawność przesłanek i to, czy można wyprowadzić z nich wniosek. Dla każdego typu rozumowania (niezależnie od tego, czy jest to rozumowanie pewne) należy starać się o to, by przesłanki były zdaniami prawdziwymi - przyjęcie nieprawdziwych przesłanek stanowi błąd zwany błędem materialnym i jeśli któraś z nich może być odrzucona, możemy odrzucić całe rozumowanie. W wielu rozumowaniach (nawet we wnioskowaniach matematycznych) pomija się wiele przesłanek uznanych za oczywiste - rozumowania takie noszą nazwę rozumowań entymematycznych (ich szczególnym typem są wnioskowania entymematyczne). By ocenić poprawność wnioskowania entymematycznego należy często uzupełnić je o brakujące przesłanki i ocenić ich prawdziwość, ze względu na zawodność poczucia oczywistości. Istnieją także rozumowania entymematyczne w których podane są wszystkie przesłanki, nie została jednak jasno podana konkluzja - w erystyce są one środkiem, dzięki któremu można łatwo doprowadzić słuchacza do konkluzji błędnej.
Prócz oceny przesłanek należy ocenić poprawność następstwa - by to uczynić, trzeba określić typ rozumowania, z którym mamy do czynienia, dla różnych typów rozumowań sposoby wyprowadzania następstw są bowiem odmienne. Rozumowania dedukcyjne mają charakter rozumowań niezawodnych - relacja wynikania ma w nim charakter czysto logiczny, zachodzi na mocy samej struktury zdania. By ustalić, że dane rozumowanie logiczne jest poprawne, trzeba udowodnić je za pomocą przyjętych aksjomatów lub zdań już udowodnionych i reguł wynikania. Istnieje przy tym wiele rozumowań poprawnych, które możemy ocenić intuicyjnie - przeważnie są one podstawieniami najważniejszych tautologii. By całe rozumowanie ocenić jako niededukcyjne i przez to zawodne, wystarczy też podanie dla rozumowania o pewnych przesłankach kontrprzykładu dla wniosku. Rozumowania, o których sądziliśmy, że są niezawodne, a w których nie zachodzi w rzeczywistości stosunek wynikania, obarczone są błędem formalnym. Istnieje wiele typowych błędów formalnych (błędne koło w rozumowaniu, błąd ekwiwokacji itp), które logika opisuje jako błędy logiczne. 
Ocena poprawności rozumowań niededukcyjnych jest zagadnieniem o wiele bardziej złożonym - nie powstała też dotychczas w logice spójna, wyczerpująca i szeroko akceptowana teoria tych rozumowań. W przypadku rozumowań nieredukcyjnych daje się zauważyć rozdźwięk między standardami przyjętymi w naukach przyrodniczych a rozumowaniami indukcyjnymi przeprowadzanymi na co dzień. Te przeprowadzane na co dzień są zazwyczaj bardzo fragmentaryczne i nieprecyzyjne - dlatego też szczególnie fragmentaryczne i nieprecyzyjne muszą być kryteria ich oceny. Jednak dla wszystkich rozumowań redukcyjnych, także naukowych, nie da się wskazać pełnego zestawu reguł poprawności - można wymienić tylko najbardziej podstawowe. Można je uznać za poprawne np. jeśli ich przesłanki trudno zakwestionować, jeśli nie są one subiektywnie pewne, jeśli nie zachodzi wyraźna dysproporcja między przyjmowaną pewnością wniosku a przyjmowaną pewnością przesłanek, jeśli ich wyniki nie są niezgodne z podstawowymi składnikami dotychczasowej wiedzy o świecie, jeśli nie przecenienia się prawdopodobieństwa prawdziwości wniosku w świetle przesłanek itp. Typowe sytuacje, w których przecenia się prawdopodobieństwo wniosku w świetle przesłanek to opieranie się na zbyt małej liczbie obserwacji, opieranie się na zbyt małej próbie danej zbiorowości, opieranie się na niereprezentatywnej próbie danej zbiorowości, ignorowanie obserwacji niezgodnych z konkluzją ze względu na stronniczość obserwatora, utożsamienie zwykłego następstwa czasowego dwóch stanów rzeczy ze związkiem przyczynowo-skutkowym, założenie że każde zjawisko ma tylko jedną przyczynę, niebranie pod uwagę alternatywnych hipotez. 
Tak rozumowania redukcyjne, jak i dedukcyjne mogą być obciążone błędem mętności. Rozumowania mętne to takie rozumowania, w których wniosek lub przesłanki zostały sformułowane niejasno - tak, że istnieje wiele sposobów ich interpretacji. Szczególnymi przypadkami rozumowań mętnych są rozumowania obciążone błędem kwantyfikacji lub kwalifikacji, rozumowania, dla których na skutek entymematyczności nie da się ustalić, czy mają one charakter dedukcyjny czy redukcyjny przez rozumowanie enigmatyczne (takie, w których nie da się odgadnąć części przemilczanych). W przypadku rozumowań mętnych można starać się o przeprowadzenie oceny poprawności argumentacji na drodze ustalania za pomocą kontekstu tego, jakie były intencje ich twórcy. Jeśli jednak interpretacja znaczenia przesłanek i wniosku rozumowania nie jest możliwa (szczególnie, gdy nie jest w stanie podać jej sam twórca rozumowania) nie jest możliwa także żadna analiza jego poprawności.